# Red Arrows

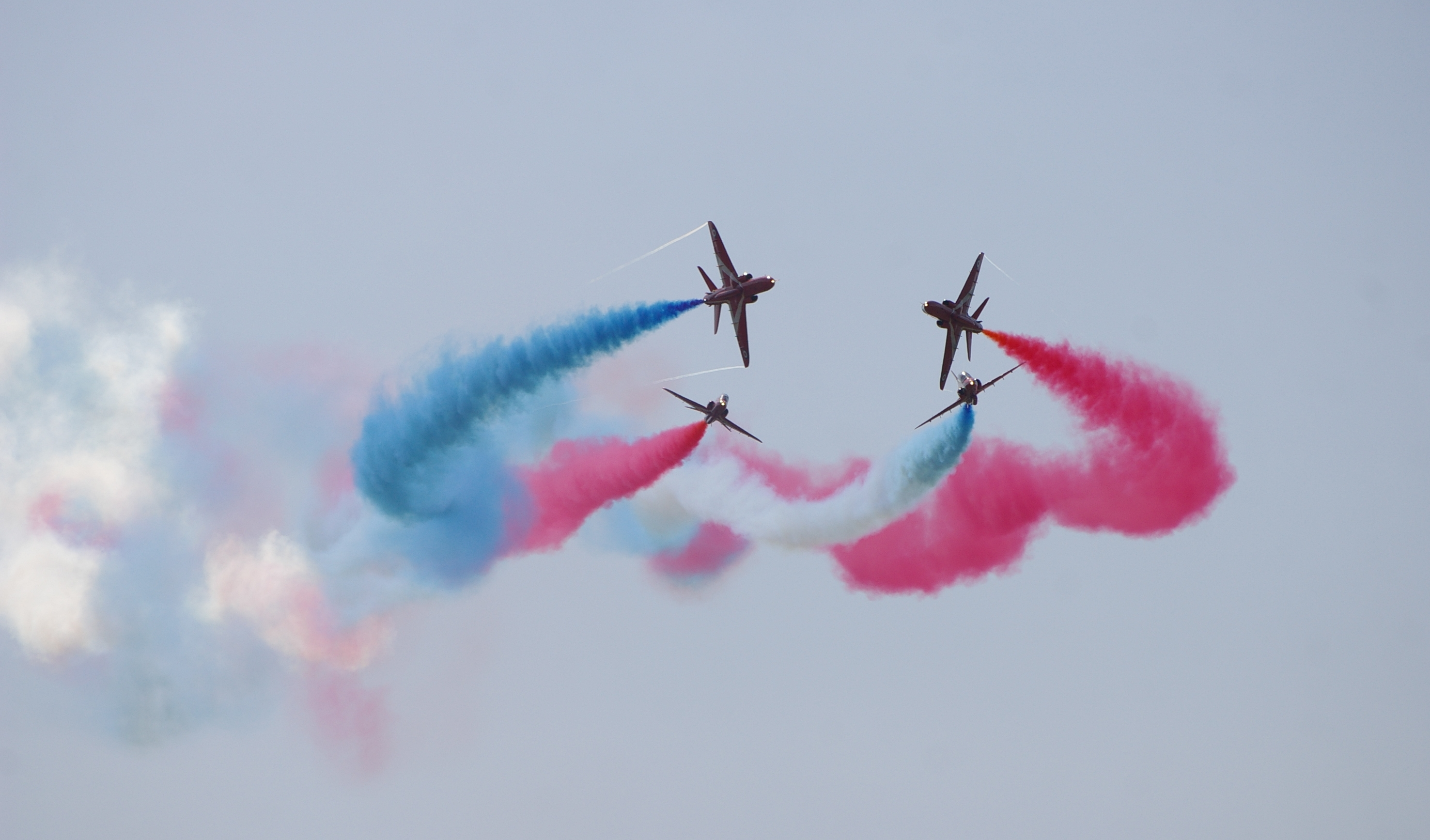
De Red Arrows tijdens een demonstratie

De Red Arrows (Engels voor de rode pijlen), is een demonstratieteam van de Britse Royal Air Force. De groep werd opgericht in 1965 met zeven Folland Gnat-lesvliegtuigen, maar dat werd al snel uitgebreid naar negen vliegtuigen.
De Red Arrows vliegen op vliegshows over de hele wereld. Ze behoren tot de allerbeste vliegers en in hun rood-witte straalvliegtuigen laten ze hun kunsten zien. Vooral hun bekendste formatie, de Diamond Nine, is voor velen een lust voor het oog.
Aan het einde van 1979 werd het team met negen nieuwe British Aerospace Hawks uitgerust. Deze lichte en zeer wendbare vliegtuigen zijn goed geschikt voor demonstraties van dit kaliber. Het team beschikt over ongeveer 60 personeelsleden.

## Galerij

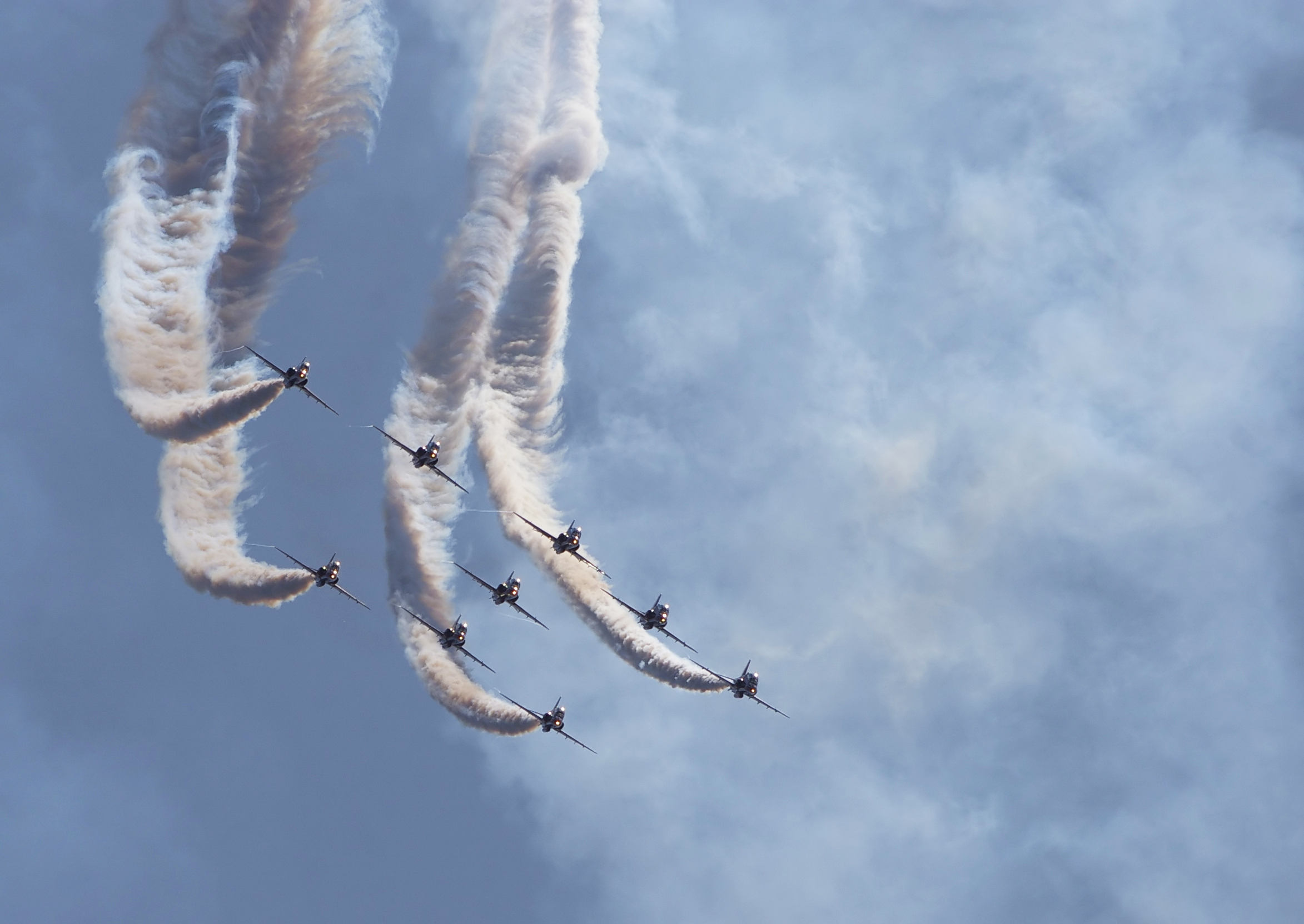
De Red Arrows tijdens de 2009 Radom Air Show
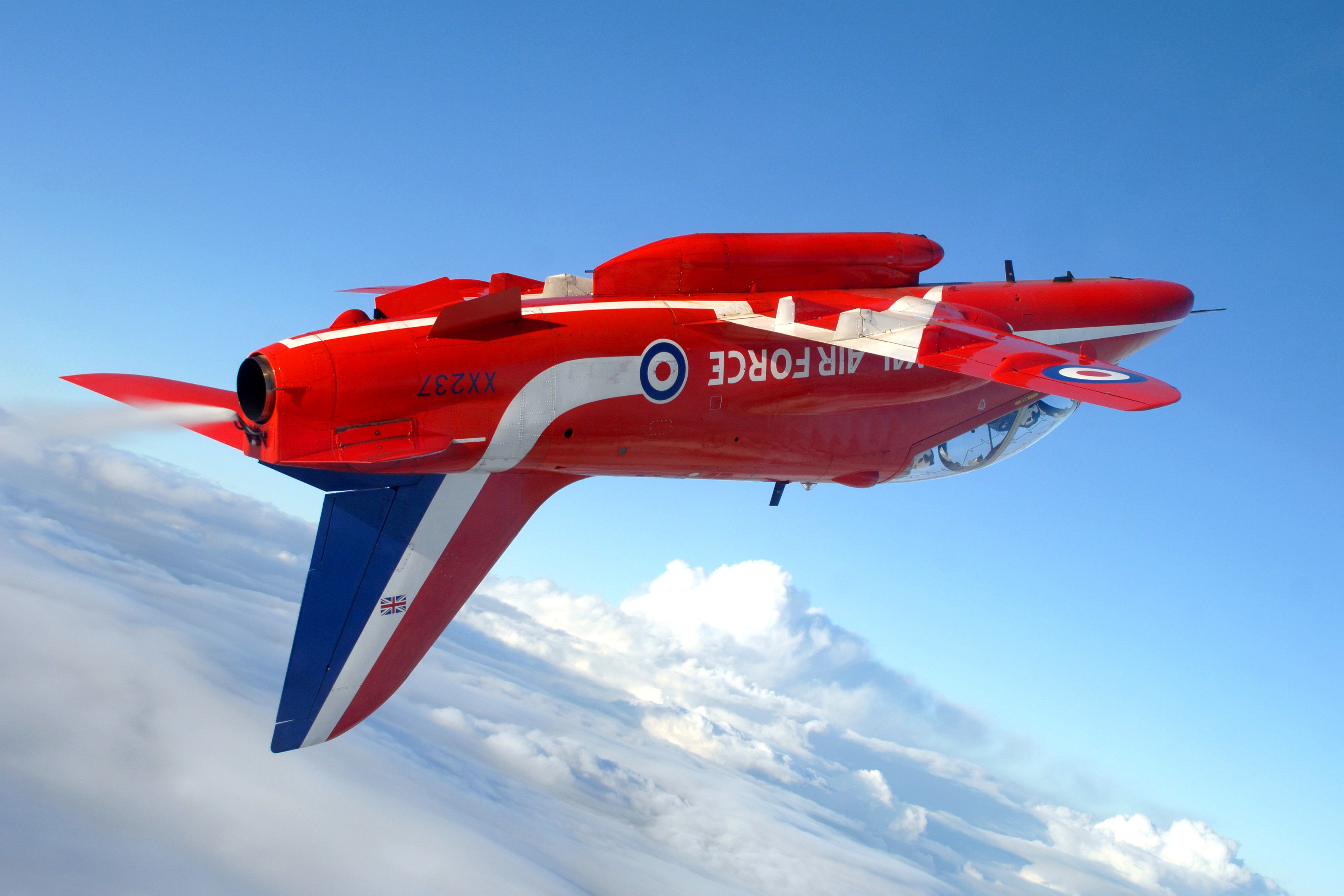
Red 9 in actie
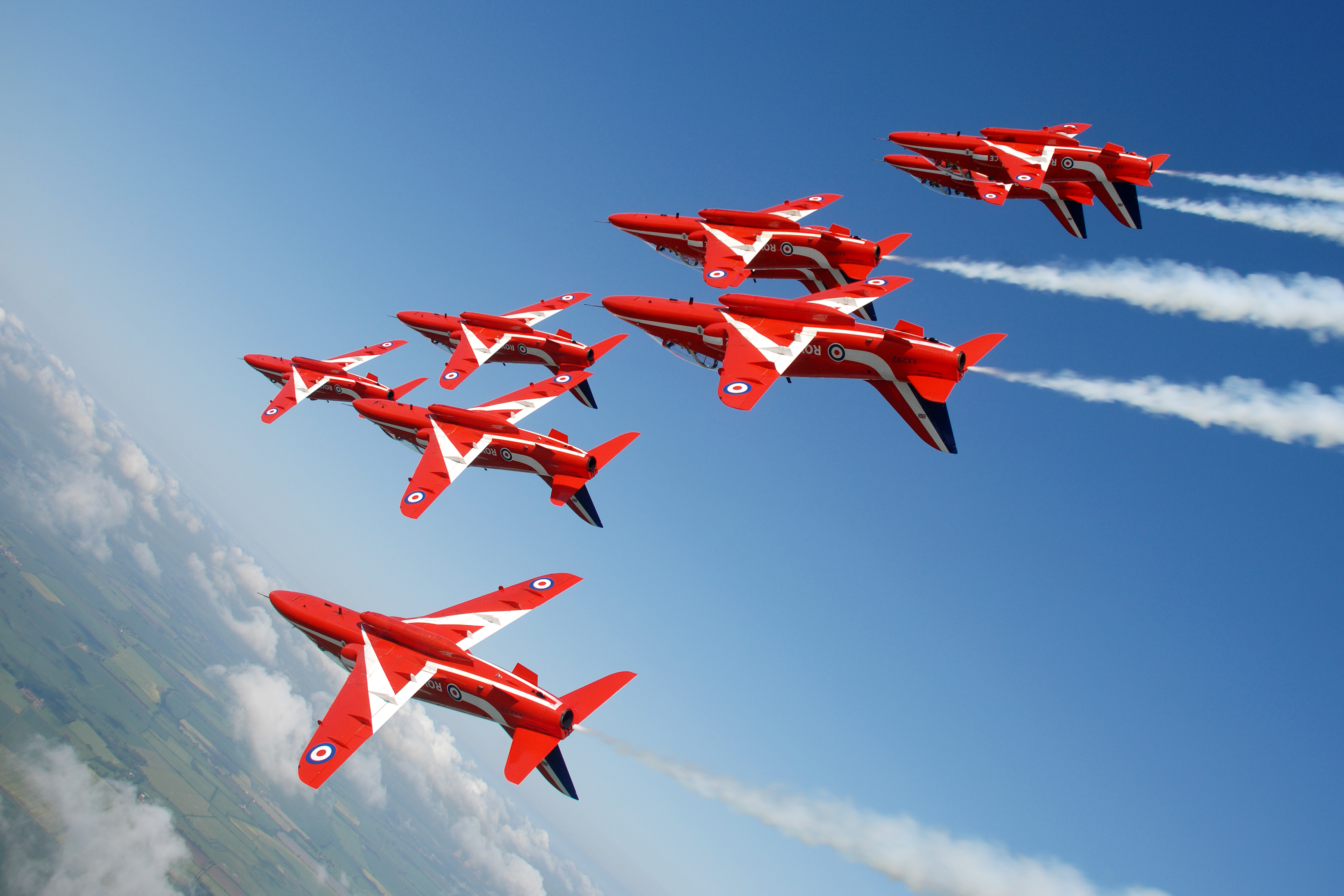
Red Arrows tijdens een trainingsvlucht
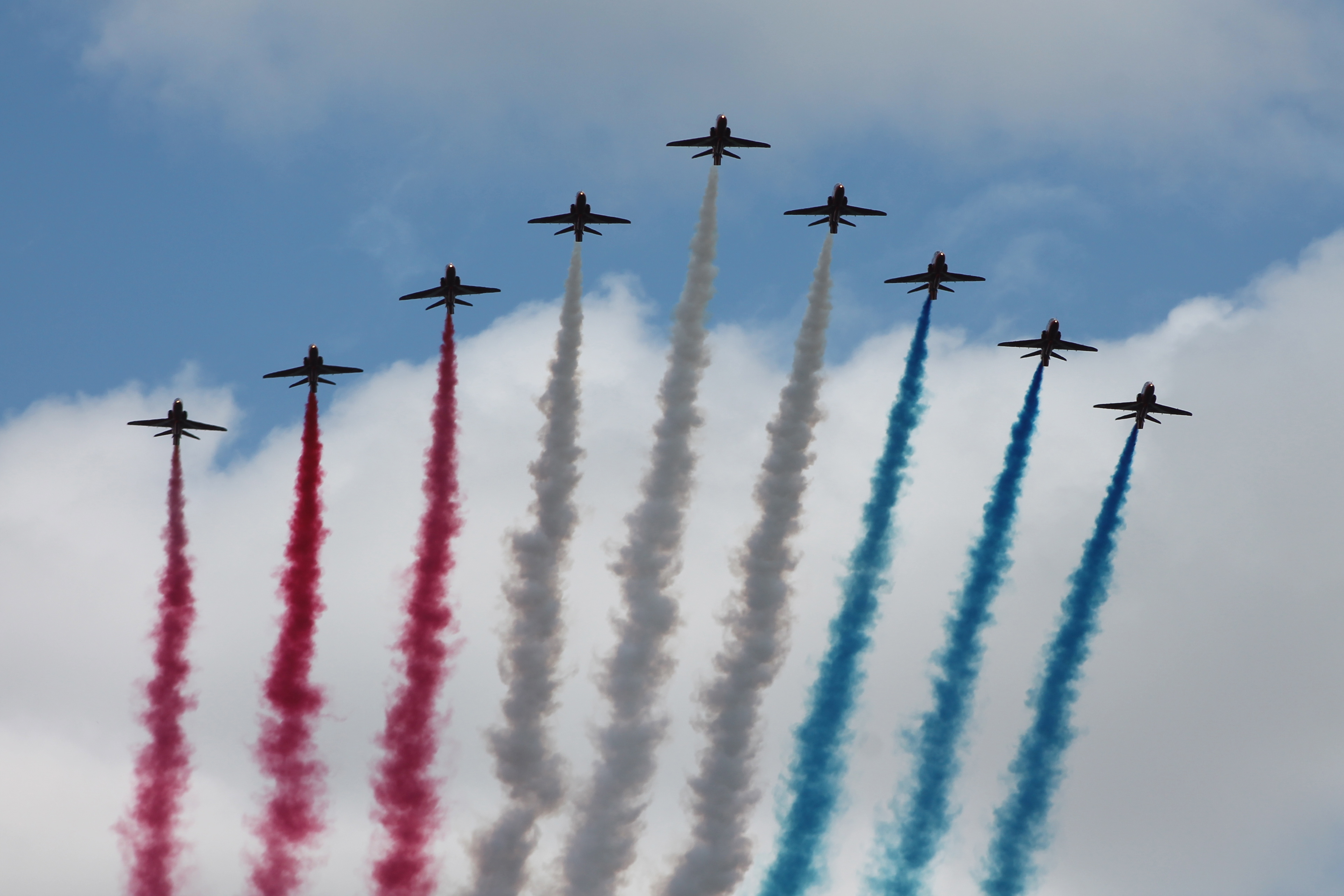
De Red Arrows tijdens de 2013 Trooping the Colour